# 斯托克吸血蝠
斯托克吸血蝠是一種已絕種的吸血蝙蝠，原產於更新世的北美洲，棲息在包括亞利桑那州、西維吉尼亞州和佛羅里達州，比任何現存的吸血蝙蝠都更靠北部。斯托克吸血蝠比一般的吸血蝠重約50%，也比較健壯。